# Dzong Trongsa
El dzong Trongsa es la fortaleza-monasterio (dzong) más grande de Bután. Se ubica en Trongsa, la capital del distrito homónimo en el centro del país. Construido sobre un espolón que domina el desfiladero del río Mangde, el lugar fue ocupado por primera vez por un templo fundado en 1543 por el lama Drukpa, Nagi Wangchuk. En 1647, su bisnieto Shabdrung Ngawang Namgyal construyó el dzong Chökhor Rabtentse para reemplazarlo. Fue ampliado varias veces durante el siglo XVIII; el lhakhang (templo) Chenrezig se construyó en 1715 y en 1771 se añadió un complejo completo, incluido el templo Maitreya. Desde entonces, el dzong ha sido reparado en varias ocasiones; fue dañado durante el terremoto de Assam de 1897 y se sometió a una extensa renovación en 1927 y 1999. Está incluido como un sitio provisional en la Lista Indicativa de Bután para su inclusión en la Unesco.
Se trata de un importante edificio administrativo que sirve de sede al gobierno del distrito de Trongsa. La ciudad proporciona una ubicación central estratégica para controlar Bután y durante siglos fue la sede de la dinastía Wangchuck de penlops que gobernaron efectivamente gran parte del este y centro del país. También es un relevante complejo monástico que cuenta con alrededor de 200 monjes. Durante los meses de verano, la comunidad monástica a menudo se traslada al monasterio Kurje en el valle de Bumthang. Contiene una imprenta notable, responsable de la impresión de muchos textos religiosos en Bután.

## Geografía

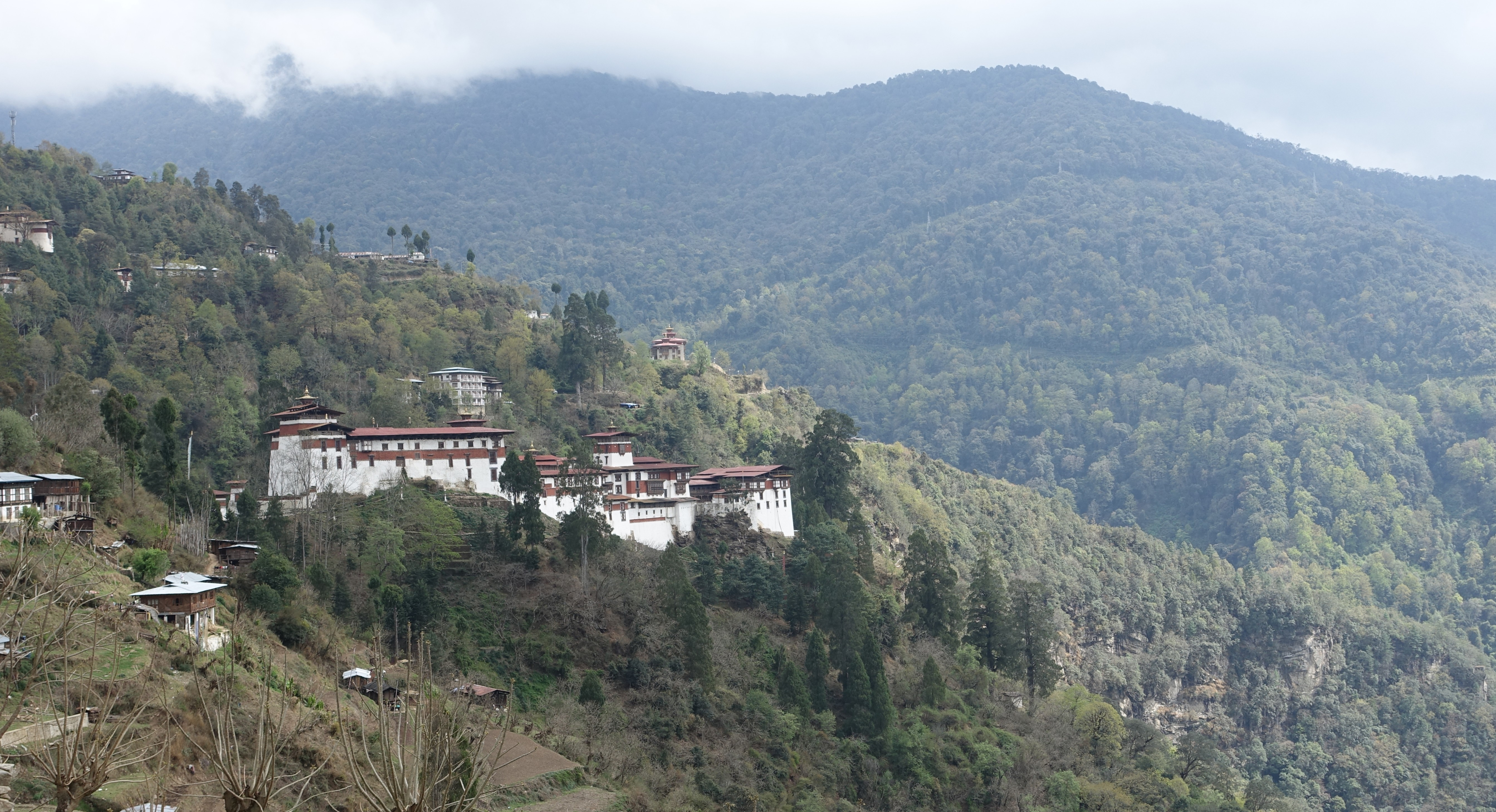
Entorno en los alrededores de la fortaleza.

El dzong y la pequeña ciudad que lo rodea están situados en un espolón, una zona rocosa sobre los barrancos del valle del Mangde Chuu con el telón de fondo escénico de las Montañas Negras en su suroeste. La vegetación que se ve a lo largo de la ruta hacia el monimento consiste en arbustos de edgeworthia (bambú enano de gran altitud), que se utilizan para la fabricación de papel. La fauna que se encuentra en este camino consiste principalmente en macacos Rhesus.

## Arquitectura

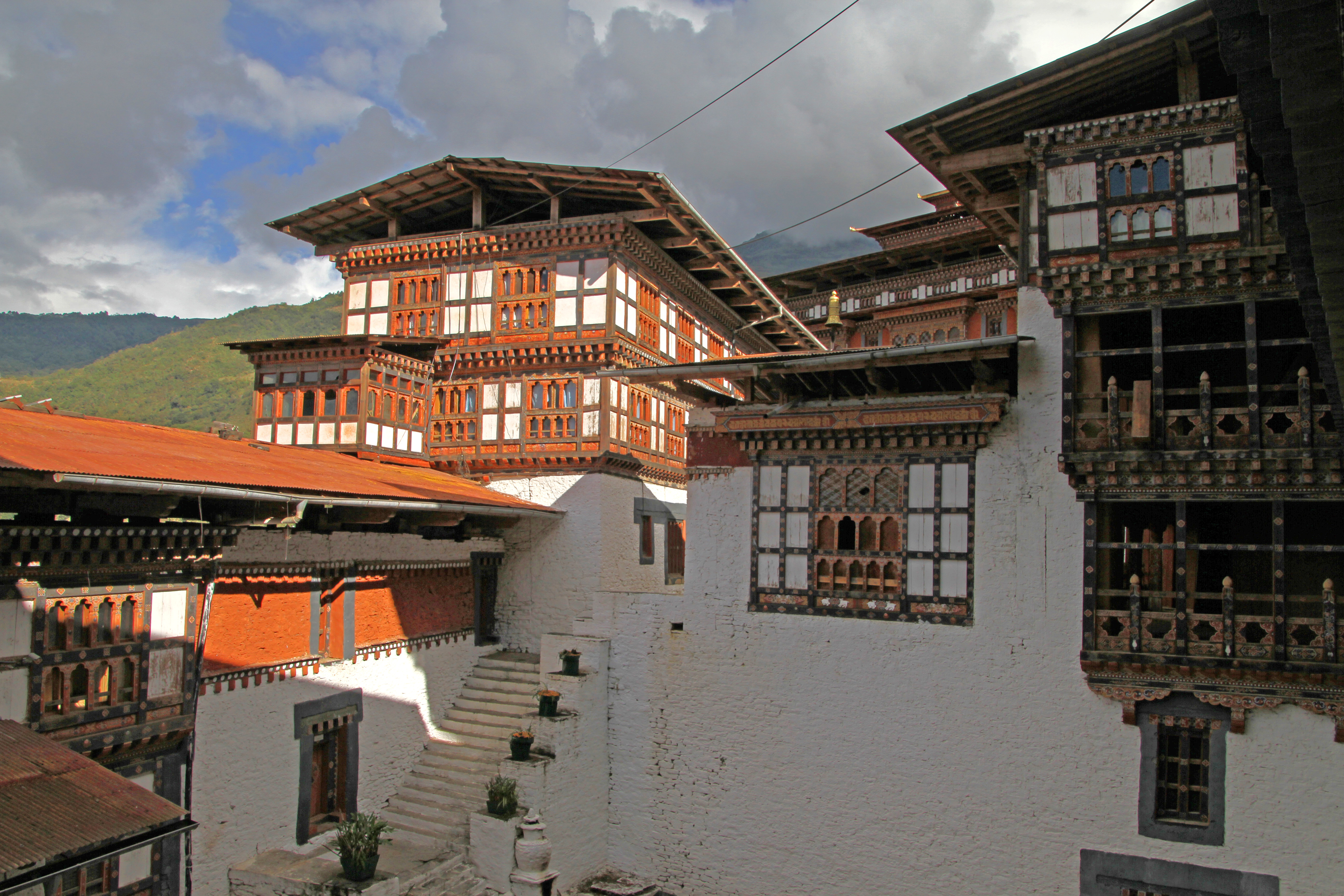
Patio interior del dzong.

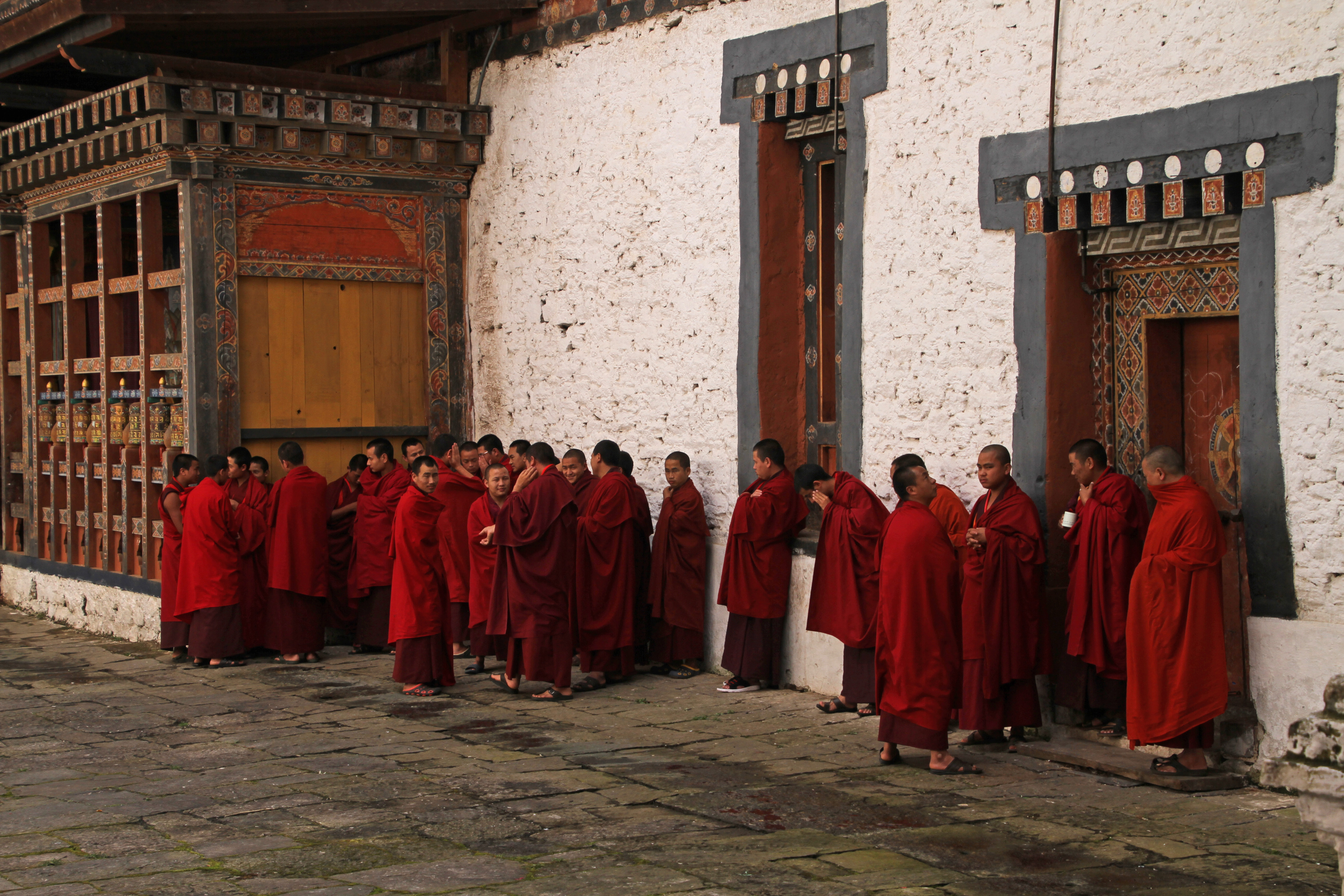
Monjes budistas en el monasterio.

El dzong Trongsa es un extenso complejo, el más grande de todo Bután, y se encuentra en varios niveles diferentes. Consiste en un laberinto de patios, pasillos y hasta 25 templos. Los templos más importantes son los dedicados a las deidades tántricas de Yamāntaka, Hevajra, Cakrasaṃvara y Kalachakra. El templo de Maitreya fue erigido en 1771 y en la actualidad alberga una estatua de arcilla de Buda donada por el rey Ugyen Wangchuck a principios del siglo XX. El templo de los chörtens está ubicado en el lugar donde se encontraba el templo original de 1543. Contiene el chörten funerario de Ngagi Wangchuk y presenta 16 pinturas de los arhats y del Buda Akshobhia (Mitrugpa). La torre de vigilancia de la fortaleza, el dzong Ta, se eleva sobre el desfiladero hacia el lado este de la fortaleza. La torre de vigilancia es estrecha y tiene dos alas que se proyectan en forma de V desde la parte principal del edificio. También cuenta con un templo, fundado en 1977 para honrar al dios guerrero, el rey Gesar. En 2008, se agregó un museo a este complejo gracias a donaciones austríacas. La decoración interior de los templos se atribuye a la época del reinado del primer gobernante, el rey Ugyen Wangchuk. Por otra parte, el dzong ha sido renovado en los últimos años con la ayuda de un equipo de Austria. Se conserva el diseño original del salón de actos del norte, una escena de la corte original con pinturas murales de los guardianes de las cuatro direcciones, la estatua de un phurba en el salón principal, una réplica mural del templo de Swayambhunath de Nepal y un mapa pictórico de Lhasa.

## Festivales
Un festival de cinco días conocido como tsechu Trongsa se lleva a cabo en el patio norte del templo durante diciembre o enero. Todos los monasterios de Bután observan este festival, que celebra la llegada del gurú Rinpoche a Bután en el siglo VIII, una marca del triunfo del budismo sobre el mal. Se celebra en las temporadas de primavera y otoño según el calendario de Bután y los bailes de máscaras son una característica popular junto con la exposición de una thangka (pintura religiosa) sobre gurú Rinpoche y otros tapices llamados thongdrel. También las personas festejan una bendición del fuego mientras corren a través de un arco de paja ardiente.